# 松柏胡同
松柏胡同，是位于中国北京市西城区中部的一条胡同。现已无存。

## 简介
松柏胡同呈“厂”字形，东到真武胡同，西段向南折到松鹤胡同。全长272米，平均宽3.5米。清朝称二眼井，因井而得名。1965年北京市整顿地名时，改称松柏胡同。1990年代拆除，原址后来建成富凯大厦、中国联通大厦。